# Расселл (Міннесота)
Расселл (англ. Russell) — місто (англ. city) в США, в окрузі Лайон штату Міннесота. Населення — 348 осіб (2020).

## Географія
Расселл розташований за координатами 44°19′14″ пн. ш. 95°56′38″ зх. д. / 44.32056° пн. ш. 95.94389° зх. д. (44.320440, -95.943758).  За даними Бюро перепису населення США в 2010 році місто мало площу 2,49 км², з яких 2,34 км² — суходіл та 0,14 км² — водойми.

## Демографія
Згідно з переписом 2010 року, у місті мешкало 338 осіб у 157 домогосподарствах у складі 86 родин. Густота населення становила 136 осіб/км².  Було 175 помешкань (70/км²).
Расовий склад населення:
| - 98,5 % — білих - 1,2 % — чорних або афроамериканців - 0,3 % — корінних американців |

До двох чи більше рас належало 0,0 %. Частка іспаномовних становила 0,6 % від усіх жителів.
За віковим діапазоном населення розподілялося таким чином: 24,9 % — особи молодші 18 років, 56,2 % — особи у віці 18—64 років, 18,9 % — особи у віці 65 років та старші. Медіана віку мешканця становила 37,7 року. На 100 осіб жіночої статі у місті припадало 94,3 чоловіків;  на 100 жінок у віці від 18 років та старших — 95,4 чоловіків також старших 18 років.
Середній дохід на одне домашнє господарство  становив 62 255 доларів США (медіана — 54 792), а середній дохід на одну сім'ю — 76 544 долари (медіана — 66 875). За межею бідності перебувало 12,7 % осіб, у тому числі 22,0 % дітей у віці до 18 років та 7,3 % осіб у віці 65 років та старших.
Цивільне працевлаштоване населення становило 235 осіб. Основні галузі зайнятості: освіта, охорона здоров'я та соціальна допомога — 20,4 %, виробництво — 17,4 %, роздрібна торгівля — 13,6 %.